# Commanderie Saint-Jean d'Amboise
 (août 2022).
Si vous disposez d'ouvrages ou d'articles de référence ou si vous connaissez des sites web de qualité traitant du thème abordé ici, merci de compléter l'article en donnant les références utiles à sa vérifiabilité et en les liant à la section « Notes et références ».
La commanderie Saint-Jean est une commanderie fondée par les Hospitaliers à Amboise en France.

## Description
La Chapelle Saint-Jean d'Amboise est le seul élément architectural de la commanderie actuellement visible en élévation.

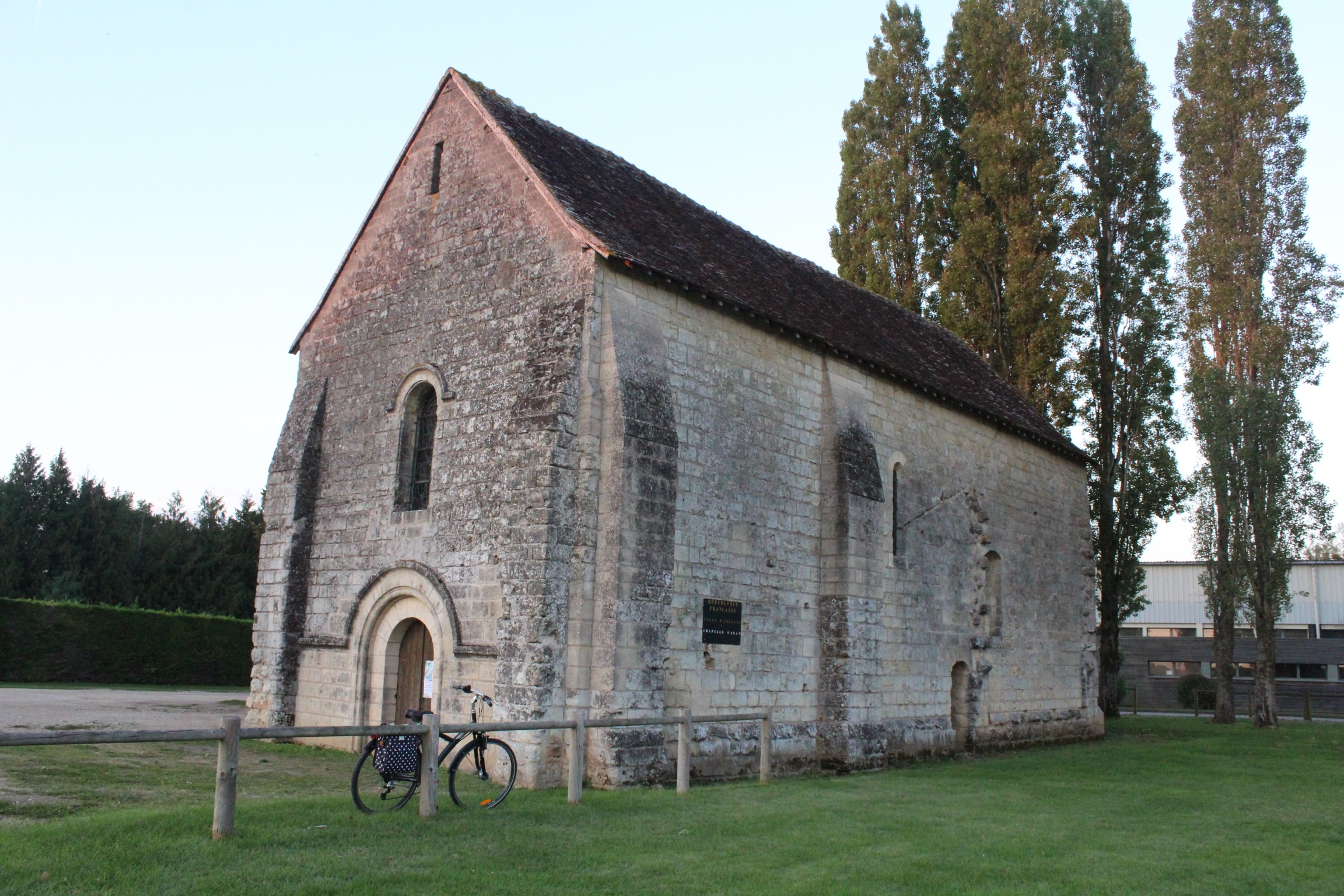

Les traces d'arrachement sur les façades nord et sud de la chapelle témoignent de la présence des anciens bâtiments de la commanderie.

## Localisation
La commanderie était située sur l'Île d'Or à Amboise dans le département d'Indre-et-Loire.

## Historique

### Liste des commandeurs[1]
- Jean de Saint-Gemme, 1307.
- Jean Chauffour, 1360-1367.
- Jean Bizou, 1374.
- Jean le Roux, 1394-1397.
- Jean Moquart, 1405-1407.
- Jean Godenat, 1432.
- Jean Lecomte, 1443.
- Pierre Beaupoil, 1443-1458.
- Yves Millon, 1466-1495.
- André Guyclet, 1497-1516.
- Louis du Chilleau, 1523-1525 (en même temps commandeur d'Auzon).
- Bault de Lyraines, 1528-1534.
- Eutrope de Caillères, 1535.
- François le Voyer, 1539-1543.
- Antoine de Saint-Gelais-Lusignan, 1547-1568.
- Jean de Barbezières de Bois-Berthon, 1572.
- Pierre Viault, 1581-1626.
- Charles Chenu du Bas-Plessis, 1628-1635.
- Jean des Gittons-Baronnières, 1639-1674.
- René de Sallo de Semagne, 1674.
- Jean de Machault, lieutenant du prieur de France, 1678-† 28 février 1681.
- Charles Charbonneau de Fortemyère, 1687-1704.
- Jean de Nuchèze, 1705.
- Jacques de Bessay, 1722-1737.
- Anne-René-Hippolyte de Brillac, 1743.
- Jean-Hardenier de Maillé de la Tour Landry, 1755-1760.
- Jacques de Brémond de Vernon (en même temps commandeur d'Ensigny et procureur général de l'ordre au prieuré d'Aquitaine), 1762-† 1792.
- Charles d'Arsac de Thernay, 1782-1789.